# Endocerida
Endocerida Teichert, 1933 è un ordine di molluschi cefalopodi estinti, appartenenti alla sottoclasse Nautiloida, conosciuti dall'Ordoviciano Inferiore al Siluriano.

## Descrizione

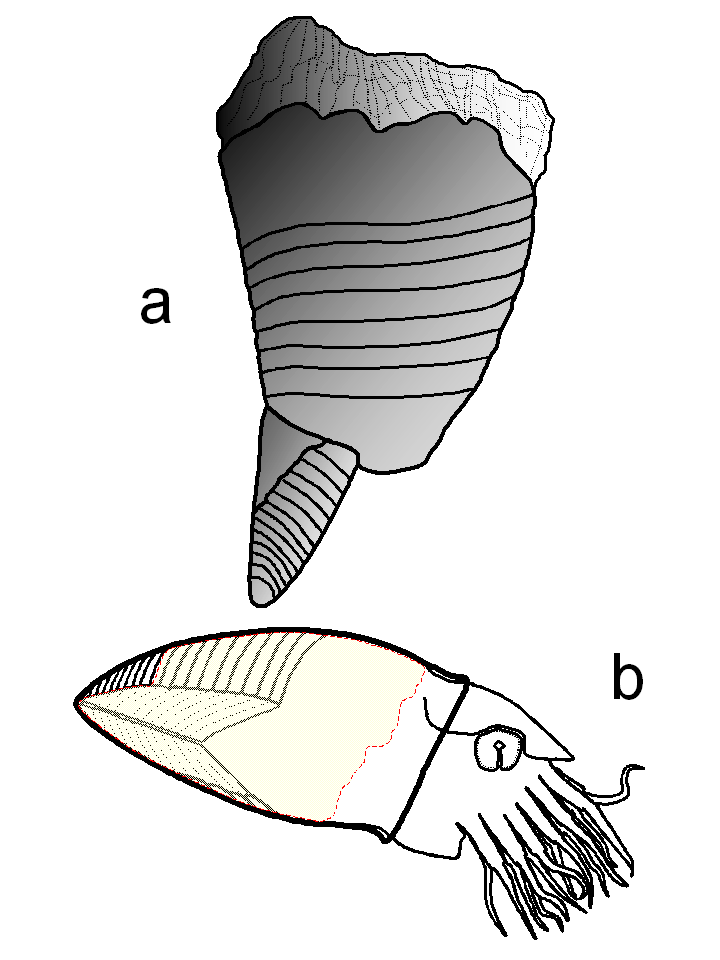
Cassinoceras Ulrich e Foerste, un endoceride primitivo, brevicono, della famiglia Piloceratidae (Ordoviciano Inf.-Medio); a) esemplare fossile di C. explanator Whitfield: si tratta di un modello interno parzialmente preservato (della parte apicale è conservato solo il sifone con gli endoconi); riproduzione schematica da Evans D.H. (1992), modificato; b) ricostruzione ideale in posizione di vita, in cui è visibile il decorso delle strutture interne (endoconi e camere del fragmocono). È evidenziata in giallo la parte conservata nell'esemplare fossile. Le camere più sviluppate nella regione dorsale e l'azione di contrappeso dei massicci depositi endoconici fanno supporre una posizione di vita tendenzialmente più orizzontale rispetto a forme brevicone di altri ordini (ad es. gli Oncocerida).

Si tratta di un gruppo composito, caratterizzato da una camera di abitazione piuttosto ridotta e un sifone relativamente ampio, in posizione tendenzialmente marginale (ventrale). Colletti sifonali generalmente olocoanitici. Il canale sifonale è dotato di particolari depositi endosifonali, formati da elementi calcarei conici concentrici e coassiali, gli endoconi, strettamente spaziati e con il vertice verso l'apice della conchiglia, di solito più sviluppati e massicci verso la parte apicale del fragmocono, che riempiono quasi completamente lo spazio interno del cordone sifonale, lasciando solamente un sottile canale centrale (endosifotubo). Queste strutture avevano verosimilmente funzione di contrappeso per la stabilizzazione dell'organismo in acqua, controbilanciando il peso del corpo del mollusco. Le camere vere e proprie sono in compenso prive di depositi endocamerali (a differenza di altri ordini di nautiloidi). La morfologia della conchiglia è molto diversificata, con forme diritte (ortocone) e variamente ricurve (cirtocone), sia di lunghezza ridotta (brevicone) che allungate (longicone); non mancano forme planispirali (girocone), con avvolgimento endogastrico (sul lato ventrale).
La camera di abitazione ridotta e il sifone ampio sembrano indicare che l'animale vivesse in parte nella porzione adorale del sifone stesso (a differenza di tutti gli altri nautiloidi, in cui il mollusco vive solamente nella camera di abitazione), o comunque che potesse sfruttare questo spazio quando si ritraeva entro la conchiglia.
Si tratta di forme generalmente piuttosto grandi (da alcuni decimetri fino a 1 metro per la maggior parte delle specie), che potevano raggiungere in alcune forme longicone alcuni metri di lunghezza (fino a 3.5 metri). Il genere Cameroceras è spesso citato per essere il nautiloide più grande riconosciuto, con una lunghezza stimata di circa 9 metri, anche se questa stima non trova tutti i ricercatori concordi.

## Distribuzione e habitat

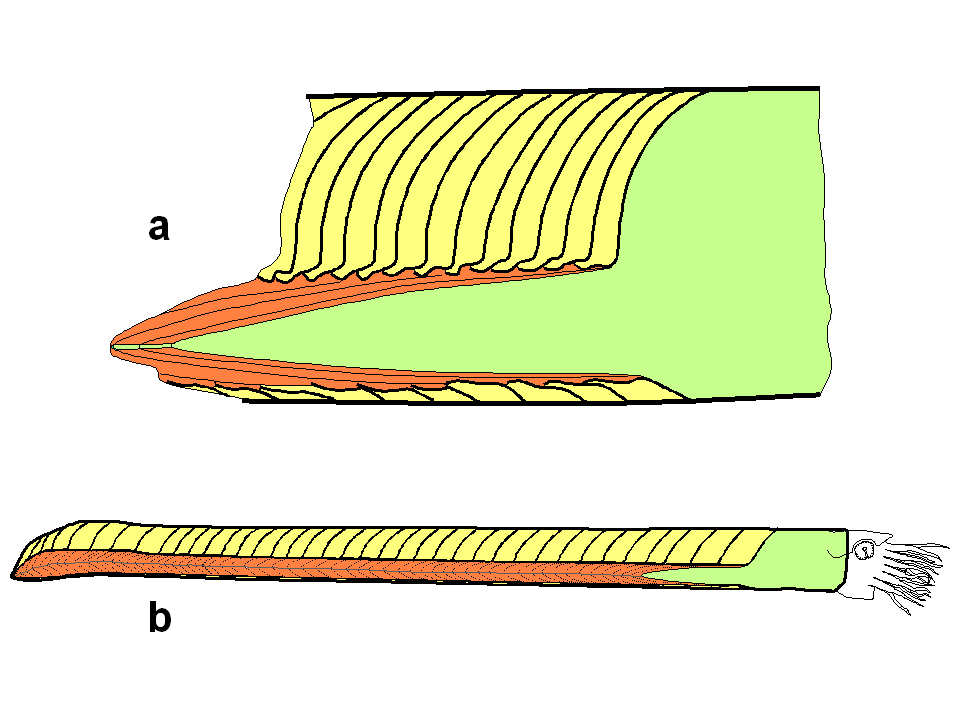
Due esempi di forme longicone dell'Ordoviciano appartenenti agli Endocerida. a)Dideroceras Flower:riproduzione schematica di sezione sottile della porzione adorale della conchiglia (da Evans, 1992, modificato); b) Suecoceras Holm: ricostruzione di conchiglia, in posizione di vita, mostrante le strutture interne (da varie fonti). Verde: camera d'abitazione e endosifotubo; giallo: camere del fragmocono; arancio: depositi endosifonali (endoconi).

Gli Endocerida erano probabilmente i predatori più importanti del loro tempo, al vertice della catena alimentare. La varietà di forme e la grande diffusione nei sedimenti marini indica un notevole successo in diversi ambienti, da quello di laguna protetta e di reef a quello di piattaforma continentale e scarpata continentale. Studi sulla morfologia dei setti hanno permesso di attribuire a questi nautiloidi la capacità di raggiungere profondità notevoli rispetto a tutti i gruppi contemporanei (fino a circa 450 metri). In molti casi, di queste forme si rinvengono solamente (o prevalentemente) le strutture endosifonali, mentre il fragmocono è meno frequentemente preservato. Questo è stato messo in relazione (Evans, 1992) con la frequente implosione del fragmocono stesso, avvenuta a causa del progressivo affondamento della conchiglia dopo la morte degli individui. Anche considerando la probabile degradazione post-mortem delle caratteristiche di resistenza meccanica della conchiglia, ciò sembrerebbe confermare l'elevato battente d'acqua sul quale gran parte di queste forme vivevano (il limite di implosione della conchiglia dell'attuale Nautilus è intorno agli 800 metri di profondità).